# Токо малабарський
Токо малабарський (Ocyceros griseus) — вид птахів родини птахів-носорогів (Bucerotidae).

## Поширення
Ендемік Індії. Поширений у Західних Гатах. Мешкає у вічнозелених тропічних лісах і чагарниках, від рівнин до 1600 метрів над рівнем моря.

## Опис
Один з найменших представників родини, завдовжки до 45 см. У самця дзьоб має довжину від 9,7 до 11 сантиметрів. У самиці він трохи менший і досягає від 7,2 до 8,7 сантиметрів завдовжки. Обидві статі мають своєрідний гребінь уздовж дзьоба, значно менший у самиці. Вага цього виду становить від 238 до 340 грам.
Голова, шия і верхня частина тіла темно-сірі. Над оком від сірувато-блакитного до білого кольору смуга. Пір'я, що покривають голову і шию, також білі. Нижня частина тіла світло-сіра, черевце біле, нижня частина хвоста — червонувато-бура. Первинні і вторинні махові сіро-чорного кольору; вторинні махові також мають білий наконечник і основу. Хвіст чорно-сірий. За винятком центральної пари, всі хвостові пір'я мають білий кінчик. Дзьоб жовтий і, на відміну від самиці, має помаранчеву основу. Шкіра без пір'я навколо очей і неоперена шкіра горла чорного кольору. Очі червонувато-карі.